# Kumamoto Band
 (juin 2025).
Si vous disposez d'ouvrages ou d'articles de référence ou si vous connaissez des sites web de qualité traitant du thème abordé ici, merci de compléter l'article en donnant les références utiles à sa vérifiabilité et en les liant à la section « Notes et références ».

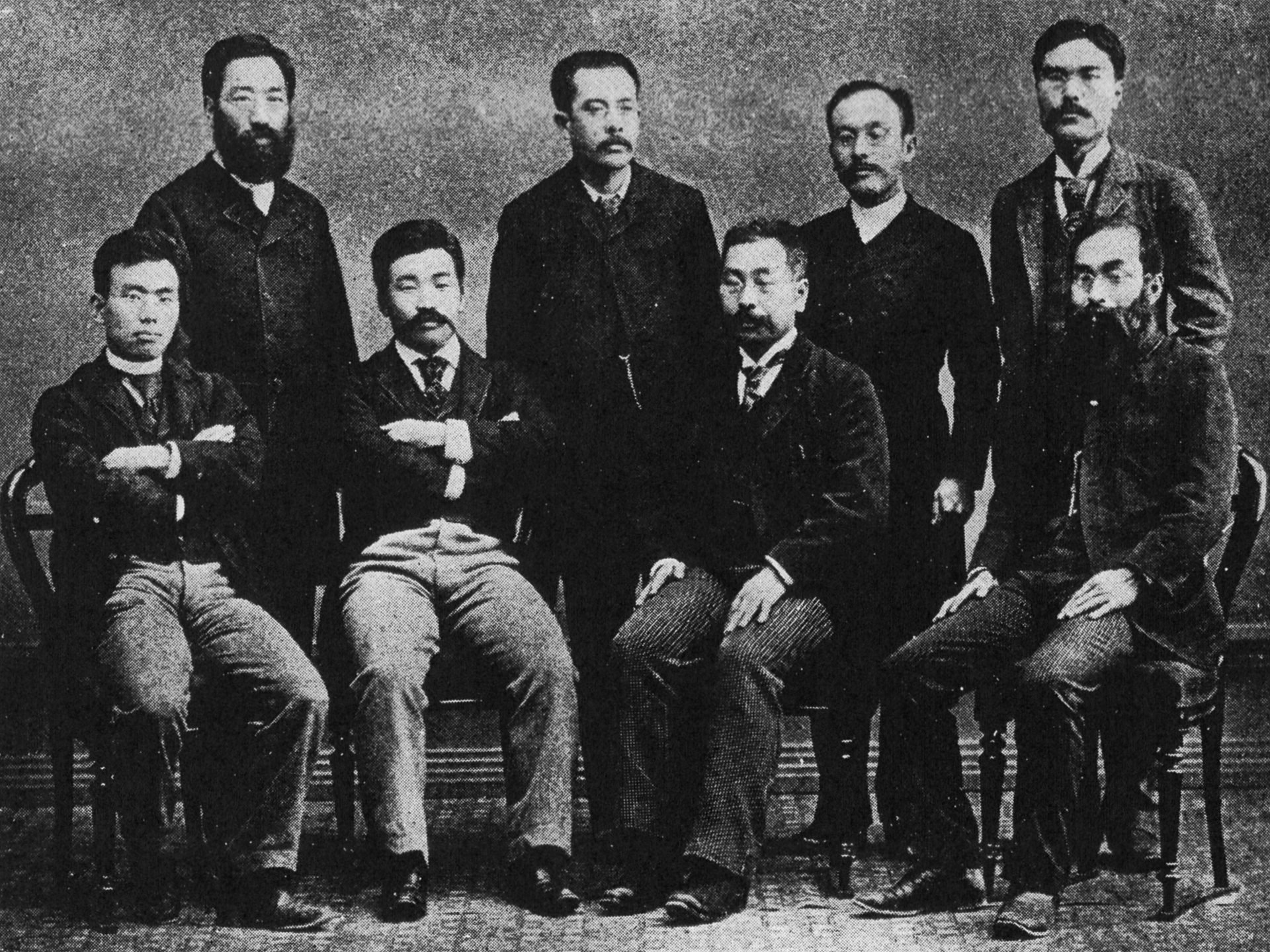
Plusieurs des membres du Kumamoto Band en 1892.

Le Kumamoto Band (熊本バンド, Kumamoto Bando) est un groupe de chrétiens convertis japonais de la fin du XIXe siècle. Formés par le pasteur Leroy Lansing Janes dans la ville de Kumamoto, puis plus tard à l'Université Dōshisha, ils jouent un rôle influent dans la société de l'époque.

## Membres
- Ebina Danjo (en)
- Tasuku Harada (en)
- Kanamori Michitomo (en)
- Kozaki Hiromichi (en)
- Korehiro Kurahara (en)
- Kotaro Shimomura (en)
- Tokutomi Sohō
- Tokio Yokoi